# San Agustín de los Puentes
San Agustín de los Puentes är en ort i Mexiko.   Den ligger i kommunen Pabellón de Arteaga och delstaten Aguascalientes, i den centrala delen av landet, 400 km nordväst om huvudstaden Mexico City. San Agustín de los Puentes ligger 1 900 meter över havet och antalet invånare är 131.
Terrängen runt San Agustín de los Puentes är platt österut, men västerut är den kuperad. Runt San Agustín de los Puentes är det ganska tätbefolkat, med 185 invånare per kvadratkilometer. Närmaste större samhälle är Pabellón de Arteaga, 5,5 km nordost om San Agustín de los Puentes. Trakten runt San Agustín de los Puentes består till största delen av jordbruksmark.